# Archidiocèse de Lublin
L'archidiocèse de Lublin (en latin : Archidioecesis Lublinensis, en polonais : Archidiecezja lubelska) est l'un des 14 archevêchés de Pologne. Son siège est situé à Lublin. Depuis 2011, son archevêque est Stanisław Budzik (it). 

## Territoire
L'archidiocèse comprend la partie centrale de la voïvodie de Lublin.
Le siège archiépiscopal est à Lublin, où se trouve la cathédrale Saint-Jean-Baptiste et Saint-Jean-l'Évangéliste. L'archidiocèse compte également quatre basiliques mineures : la basilique de la Nativité de la Vierge Marie à Chełm, celle de Sainte-Anne à Lubartów, Saint-Stanislas à Lublin et la basilique Saint-Adalbert de Prague à Wąwolnica.
Le territoire couvre 9 108 km², et il est divisé en 27 doyennés et 271 paroisses. 

Carte des archidiocèses et diocèses polonais

## Histoire
- 1375 : Création du diocèse de Chełm
- 1790 : Création du diocèse de Chełm et Lublin
- 22 septembre 1805 : le diocèse devient diocèse de Lublin
- 25 mars: le diocèse est promu archidiocèse de Lublin

L'évêché de Lublin a été rebaptisé le 22 septembre 1805 par le pape Pie VII avec la bulle pontificale Quemadmodum Romanorum Pontificum à partir du diocèse de Chelm et Lublin qui remonte à celui de Chełm déjà érigé en 1375 ; il a été rattaché à l'archevêché de Varsovie comme évêché suffragant. Le 25 mars 1992, le pape Jean-Paul II a élevé le diocèse de Lublin au rang d'archidiocèse par la constitution apostolique Totus tuus Poloniae populus. Parallèlement, l'archevêché a cédé des parties de son territoire pour fonder le diocèse de Zamość-Lubaczów.

## Diocèses suffragants
- Diocèse de Sandomierz
- Diocèse de Siedlce

## Évêques et archevêques
- Wojciech Skarszewski (29 novembre 1790 - 12 juillet 1824, nommé archevêque de Varsovie)
- Józef Marceli Dzięcielski (19 décembre 1825 - 14 février 1839)
  - Siège vacant (1839-1852)
- Wincenty a Paulo Pieńkowski (27 septembre 1852 - 21 novembre 1863)
  - Siège vacant (1863-1871)
- Walenty Baranowski (22 décembre 1871 - 12 août 1879)
- Kazimierz Józef Wnorowski (15 mars 1883 - 20 avril 1885)
  - Siège vacant (1885-1889)
- Franciszek Jaczewski (30 décembre 1889 - 23 juillet 1914)
  - Siège vacant (1914-1918)
- Marian Leon Fulman (24 septembre 1918 - 18 décembre 1945)
- Bienheureux Stefan Wyszyński (25 mars 1946 - 12 novembre 1948, nommé archevêque de Gniezno et Varsovie).
- Piotr Kałwa (30 mai 1949 - 17 juillet 1974)
- Bolesław Pylak (27 juin 1975 - 14 juin 1997)
- Józef Mirosław Życiński (14 juin 1997 - 10 février 2011)
- Stanisław Budzik (it), depuis le 26 septembre 2011